# 長沢別天
長沢 別天（長澤、ながさわ べってん、1868年6月20日（慶応4年5月1日） - 1899年（明治32年）11月22日）は、明治時代の評論家、文芸評論家、ジャーナリスト。
山陽新報（現・山陽新聞）主筆、東京朝日新聞政治主任。本名、説。別名、別天樓主人、別天生、別有天地樓主人、半眼子、四六翁、坂東太郞、渺茫子、渺茫居士、渺茫生、金毛獅。
ジョン・ミルトンやジョージ・バイロンの評論を著し、エドガー・アラン・ポーの詩を日本に初めて紹介するなど英文学の普及に尽力。文芸に加えて日本関係論や政治思想など幅広い評論活動を行った。

## 人物・経歴
常陸国（現・茨城県）生まれ。攻玉社を経て、築地の立教学校（現・立教大学）で学ぶ。
江東義塾講師を経て、1890年（明治23年）、三宅雪嶺主筆の『江湖新聞』の記者となり、同年『貧民と文学』を執筆する。
1891年（明治24年）11月、アメリカのスタンフォード大学に留学する。大学で文学、政治、経済を学ぶ傍ら、『亜細亜』に「北米通信」の記事を書くなど、日本関係論や文芸批評など盛んに寄稿した。
1893年（明治26年）1月には、ハワイのクーデターにピストル一挺とバイロン詩集一冊を携へて駆け付ける。しかしクーデターは既に収束しており、長沢はなすことなく、そのまま5月に帰国したと言われる。帰国の前年、1892年（明治25年）にはエドガー・アラン・ポーの詩集を購入していたが、長沢は帰国後まもなく、ポーの詩を日本で初めて紹介した。「北米通信」は帰国後すぐにまとめられ、その年の8月に『ヤンキー』という題で日米関係を論じる書籍として出版した。
こうして1893年（明治26年）5月に帰国後、政教社に入り、翌1894年に『社会主義一斑』を『日本人』に連載するなど、幅広い社会的視野にたつ評論活動を行った。『社会主義一斑』は社会主義を礼賛し、日本政府の現体制を批判しているとして発売禁止処分を受けるほどラディカルな内容を持っていた。また同年に『盲詩人―ミルトン評伝』を出版し、敬愛するジョン・ミルトンを評論した。
1894年（明治27年）、岡山の『山陽新報』（現・山陽新聞）に主筆として迎えられる。1898年（明治31年）に『東京朝日新聞』（現・朝日新聞社）に移籍し政治主任を務める。内藤湖南、田岡嶺雲と交流があった。
翌年肺結核で亡くなった。